# Michael Keränen
Michael Keränen (ur. 4 stycznia 1990 w Sztokholmie, Szwecja) – fiński hokeista, reprezentant Finlandii.

## Kariera
- Tappara U16 (2004-2006)
- Tappara U18 (2006-2007)
- Ilves U18 (2007-2008)
- Ilves U20 (2007-2011)
- Ilves (2010-2014)
  -  Suomi U20 (2009)
  -  LeKi (2011)
- HIFK (2014)
- Iowa Wild (2014-2016)
- Minnesota Wild (2015)
- Binghamton Senators (2016)
- Jokerit (2016-)
- Ilves (2016-2017)
- KooKoo (2017-2018)
- Servette Genewa (2018)
- Mora IK (2018-2019)
- EHC Visp (2019)
- HIFK (2019-2020)
- Vaasan Sport (2020-2022)
- SC Bietigheim-Bissingen (2022-)

Wychowanek klubu Tappara. Od 2007 zawodnik klubu Ilves, w tym od 2009 do 2014 zespołu seniorskiego w rozgrywkach Liiga. 30 kwietnia 2014 został pierwotnie zawodnikiem stołecznej drużyny HIFK, jednak w czerwcu 2014 podpisał umowę z amerykańskim klubem Minnesota Wild w lidze NHL. W tym zespole rozegrał jeden mecz. Poza tym występował przez dwa sezony w drużynie farmerskiej, Iowa Wild. Od końca lutego 2016 zawodnik Ottawa Senators i przekazany do farmy w Binghamton Senators. Od kwietnia 2016 zawodnik Jokeritu. Od grudnia 2016 ponownie zawodnik Ilves. Od 2017 zawodnik KooKoo. W lutym 2018 został zawodnikiem Servette Genewa. Od czerwca 2018 był zawodnikiem Mora IK. Od września 2019 był związany krótkoterminowym kontraktem ze szwajcarskim klubem EHC Visp, po czym na zasadzie próby od drugiej połowy października 2019 grał w HIFK i na początku grudnia 2019 podpisał tamże kontrakt. Pod koniec listopada 2020 został zawodnikiem Vaasan Sport. Od czerwca 2022 zawodnik niemieckiego SC Bietigheim-Bissingen.
W trakcie kariery zyskał przydomek Kertsi.

## Sukcesy
Indywidualne
- Liiga (2013/2014):
  - Trzecie miejsce w klasyfikacji strzelców goli zwycięskich w sezonie zasadniczym: 6 goli
  - Drugie miejsce w klasyfikacji asystentów w sezonie zasadniczym: 35 asyst[15]
  - Drugie miejsce w klasyfikacji kanadyjskiej w sezonie zasadniczym: 52 punkty[16]
  - Trofeum Lassego Oksanena - najlepszy zawodnik w sezonie zasadniczym
  - Kultainen kypärä (Złoty Kask) – najlepszy zawodnik (w głosowaniu graczy ligi)
  - Skład gwiazd sezonu